# 快樂山站 (新加坡)
快樂山站（英語：Mount Pleasant Station，代號：TE10）是新加坡地鐵湯申－東海岸線的未来车站，位于新加坡本岛诺维娜规划区。
它將設於新加坡舊警察學院内。

## 歷史
2012年8月29日，本站由新加坡交通部部長呂德耀宣佈建設。

## 車站結構
| L1 | 地面層             |                                             |
| B1 | 大廳               | 檢票口、自動售票機、車站控制室              |
| B2 | A站台              | 汤申－东海岸线 往兀蘭北方向（加利谷站）     |
| B2 | 島式站台，右側開門 |                                             |
| B2 | B站台              | 汤申－东海岸线 往濱海灣花園方向（史蒂芬站） |